# Malando Gassama
Malando Gassama, född 7 februari 1946 i Gambia, död där 25 januari 1999, var en slagverkare som tillbringade stora delar av sin karriär som musiker i Sverige, men också Gambia samt USA.

## Biografi
Malando Gassama föddes som Malang Omar Gassama i Gambia där han började sin karriär som musiker. Han gjorde sig bland annat ett namn i det hyllade bandet Super Eagles innan han 1971 lämnade Gambia för att flytta till Sverige. I Sverige kom han snart i kontakt med en lång rad av landets främsta musiker och spelade bland annat med musiker och artister såsom Björn J:son Lindh, Janne Schaffer, Abba och Ted Gärdestad. I början av 80-talet flyttade Gassama till Los Angeles i USA där han fortsatt verkade som frilansande musiker. Han turnerade bland annat med artister såsom Jaco Pastorius, David Sanborn, Al Jarreau och Earth, Wind & Fire. 
Efter några år i USA beslutade sig dock Gassama för att flytta tillbaka till Sverige och Stockholm. Han var fortsatt en flitigt anlitad slagverkare och blev bland annat känd för sin medverkan i bandet Blacknuss, med vilka han medverkade på tre album innan sin död. 
Gassama led av hjärtproblem och avled till följd av en hjärtattack när han besökte sitt hemland Gambia. Hans sista framträdande i Sverige var med Bob Manning's Soul Band på jazzklubben Fasching i Stockholm, bara veckor innan sin död.